# Calibre (software)
Calibre is een programma waarmee e-books beheerd, georganiseerd en bewaard kunnen worden. Het programma heeft ondersteuning voor de bestandsformaten EPUB, MOBI en PDF. Het programma is beschikbaar voor Windows, macOS en Linux en wordt geschreven in de programmeertalen Python en C en in de scripttalen Coffeescript en JavaScript. Calibre wordt beschikbaar gesteld onder de GNU General Public License (GPL).

## Functies
- bewerken, beheer en printen van e-boeken
- ondersteuning voor de meest voorkomende formaten voor e-boeken
- zoeken in e-boeken
- ingebouwde serverfunctie om uw boeken online te delen
- converteren van PDF naar epub of andersom
- online zoeken naar e-boeken
- e-boeken van PC naar e-reader uploaden via USB
- plug-ins voor functieuitbreiding
- export naar DOCX vanaf versie 2.28

Calibre is beschikbaar in een 32- en 64 bitversie en de interface is in verschillende talen beschikbaar.